# Karl Zsigmondy
Karl Zsigmondy (phát âm tiếng Hungary: [ˈʒiɡmondi] ) (27 tháng 3 năm 1867 - 14 tháng 10 năm 1925) là một nhà toán học người Áo gốc Hungary. Ông là con trai của Adolf Zsigmondy có xuất thân từ Pozsony, Vương quốc Hungary (nay là Bratislava, Slovakia), và Irma von Szakmáry đến từ Martonvásár, Vương quốc Hungary.
Ông học (1886–1890) và làm việc (1894–1925) tại Đại học Vienna. Sau khi trở thành tiến sĩ, vào năm 1890, Zsigmondy học tại Đại học Berlin, Đại học Göttingen và tại Sorbonne, Paris, nhưng sau đó trở lại Vienna vào năm 1894. Vào năm 1882, ông phát hiện ra định lý Zsigmondy.
Ông là anh trai của nhà leo núi Emil Zsigmondy và nhà hóa học đoạt giải Nobel Richard Adolf Zsigmondy.